# Aryana Engineer
Aryana Stephanie Engineer (Colúmbia Britânica, Canadá, 6 de março de 2001) é uma atriz canadense, que começou sua carreira em 2009 aos 8 anos de idade, após fazer sua estreia no filme de terror Orphan. Em 2012 estrelou Becky, ao lado de Milla Jovovich em Resident Evil: Retribution.

## Biografia
Aryana Enginner foi descoberta como atriz por seu vizinho, um agente, que a viu se comunicar em linguagem gestual com a sua mãe que também é surda. O vizinho a apresentou para o casting de diretores de Orphan, que estava procurando uma menina fluente em língua de sinais para o papel de Max Coleman, tendo Aryana sido escalada para o papel. A mesma participou do comercial dos Jogos Olímpicos de Inverno de 2010.
Aryana é deficiente auditiva, e usa um aparelho auditivo.
Em 2012 foi convidada para participar do filme Resident Evil: Retribution para fazer o papel de Becky.
Em 15 de Setembro de 2015 foi exibido nos cinemas o filme Sonhando com Peggy Lee, estrelado por Engineer interpretando Belinda com a direção de James Everett, em mais de 40 festivais de cinema, ganhou vários prêmios e foi qualificado para ser considerado tanto para o BAFTA (Academia Britânica de Artes do Cinema e Televisão) quanto para as indicações ao Oscar 2017.

## Filmografia
- 2009 - Orphan ... Maxine Coleman (Max)
- 2012 - Resident Evil: Retribution ... Becky
- 2015 - Sonhando com Peggy Lee ... Belinda